# فيرتشايلد 91
فيرتشايلد 91 (بالإنجليزية: Fairchild 91)‏ هي طائرة قارب برمائية بمحرك واحد. أنتجت في الولايات المتحدة. من صناعة فيرتشايلد للطيران. كانت تستخدم بشكل أساسي من قبل خطوط بان أمريكان العالمية. كان أول طيران لها في 5 أبريل 1935.